# Léon Philippe Marie de Burbure de Wesembeek
León Philippe Marie de Burbure de Wesembeek (Dendermonde, Flandes Oriental, 16 d'agost de 1812 - Anvers, 8 de desembre de 1859) fou un paleògraf i compositor belga. Eix d'una vella família noble de Dendermonde.
Durant els seus estudis de Dret a la universitat de Gant, hi va crear l'orquestra La Lyre Académique que va executar la seva primera composició perorquestra a l'ocasió d'una visita del rei Guillem I el juny de 1829. Després de doctorar-se es va dedicar per complet a la música. El 1840 guanyà el premi de la Societat d'Arts i Lletres d'Hainaut per la seva obertura per banda simfònica Charles-Quint. Va ser director del museu d'Anvers, el catàleg del qual portà a fi, i va fer importants investigacions vers els músics dels segles xv, xvi i xvii, que va estendre a d'altres artistes. Va promoure la fundació d'orfeons populars, molts dels quals el nomenaren president honorari. Va escriviure per a ells nombroses composicions corals de una a deu veus.
A més va compondre l'oda simfònica Hulde aan de Kunst (homatge a les arts) i diverses obres per a orquestra. Entre els seus treballs històrics cal mencionar: Notice sur Jan van Ockhegem (Anvers, 1856), La Sainte Cecile en Bélgique (Brussel·les, 1860), Aperçu sur l'ancienne Corporation des musicien instrumentistes d'Anvers (Brussel·les, 1862), i Recherches sur les facteurs de clavecins et les luthier's d'Anvers (Anvers, 1863).
Des dels anys 1880 va patir una malaltia als ulls que li va dicultar compondre i escriure. Per això va tornar a una passió de quan era jove, l'arqueologia. Va ser molt present durant les obres al port vell i per a la rectificació de l'Escalda a Anvers on va salvar molts artefactes. La seva salut es va empitjar i va morir a Anvers el 8 de desembre de 1889. Va ser sebollit al sepulcre familial a Wezembeek, on es troba el Castell de Burbure, seu de la nissaga, un antic burg aquàtic fortificat convertit en residència noble al segle xviii.